# Stallavena
Stallavena (Stalavéna o Stalaéna in dialetto locale) è una frazione del comune italiano di Grezzana, nella provincia di Verona, in Veneto.

## Geografia fisica
La frazione si sviluppa in parallelo alla SP6 "dei Lessini", nella media Valpantena, e sorge appena a nord del capoluogo Grezzana dal quale dista circa 3 km.
Dista circa 12 km da Verona, capoluogo provinciale.

## Monumenti e luoghi d'interesse
- Chiesa di Santo Stefano protomartire
- Riparo Tagliente - sito archeologico

## Economia
A Stallavena sono presenti diverse industrie di marmo che ne fanno, insieme a Lugo, la capitale del marmo in Valpantena. La sua ubicazione è legata tradizionalmente allo sfruttamento delle acque del locale torrente (Progno di Valpantena) che un tempo alimentava l'attività molitoria.

## Infrastrutture e trasporti
La frazione è interessata dal percorso della strada provinciale 6 dei Lessini, che proprio all'altezza del paese inizia la sua risalita verso l'altopiano, in direzione di Bosco Chiesanuova e Malga San Giorgio.
Sempre fuori Stallavena ha inizio la strada provinciale 14 dell'alta Valpantena che, dopo aver attraversato il paese di Lugo risale lungo il vajo della Marciora e percorre l'altopiano lessinico fino alla località di Bocca di Selva.